# Caso Eisenstadt v. Baird
Eisenstadt v. Baird foi um caso da Suprema Corte dos Estados Unidos que estabeleceu o direito das pessoas não casadas de possuir contracepção, da mesma forma que os casados. O Tribunal derrubou uma lei de Massachusetts que proibia a distribuição de contraceptivos a pessoas não casadas com a finalidade de prevenir a gravidez, declarando que violava a Cláusula de Igualdade de Proteção da Constituição.